# Festival Großes Fernsehen
Das Festival Großes Fernsehen war eine seit 2006 jährlich stattfindende Veranstaltung der Landesanstalt für Medien NRW (LfM), in deren Rahmen nationale und internationale TV-Produktionen als Vorpremieren im Kino vorgestellt wurden. Das Festival Großes Fernsehen war bis zum Jahr 2010 zugleich der Auftakt zum Medienfachkongress Medienforum.NRW. Im Jahr 2013 fand das Festival im Zuge der Neukonzipierung des Medienforums.NRW zum letzten Mal statt.

## Geschichte
Das Festival Großes Fernsehen hatte sich als feste Größe für die deutschen TV-Sender und Produzenten etabliert und fand ab 2011 regelmäßig eigenständig in Köln statt, wobei die enge Verbindung zum Medienforum.NRW erhalten blieb. Die Organisation und Durchführung der Veranstaltung lag – ebenso wie für das Medienforum.NRW – bei der LfM Nova GmbH. Zusätzlich zur Hauptveranstaltung fanden unregelmäßig Specials des Festival Großes Fernsehen statt, bei dem einzelne Serien, wie z. B. Boardwalk Empire im Januar 2011, ihre Deutschlandpremiere feierten.

### Veranstaltungen
- 20. bis 22. Mai 2006, KOMED-Saal im Medienpark, Köln
- 14. bis 18. Juni 2007, Cinedom, MediaPark, Köln
- 5. bis 8. Juni 2008, Cinedom, MediaPark, Köln
- 18. bis 21. Juni 2009, Cinedom, MediaPark, Köln
- 24. bis 27. Juni 2010, Cinedom, MediaPark, Köln
- 26. bis 29. Mai 2011, Cinedom, MediaPark, Köln
- 8. bis 11. März 2012, Cinedom, MediaPark, Köln
- 28. Februar bis 3. März 2013, Cinedom, MediaPark, Köln

## Filmauswahl
Im Jahr 2012 präsentierte das Festival Großes Fernsehen erneut TV-Premieren, die sich aufgrund ihrer besonderen Besetzung, sehr großer oder sehr kleiner Budgets, außergewöhnlicher Konstellationen, einer besonders ambitionierten Zielsetzung o. Ä. für eine Ausstrahlung beim Festival qualifiziert haben. Dazu gehören u. a. die britische Erfolgsserie Sherlock, Homeland mit Claire Danes, Rizzoli & Isles oder Konrad Adenauer – Stunden der Entscheidung.
Darüber hinaus wurden auch
- „Der Vietnamkrieg.Trauma einer Generation“, Dokumentarfilm
- „House of Lies“,Comedy/Dramaserie über erfolgreiche Unternehmensberater mit Don Cheadle
- „Luck“, Dramaserie mit Dustin Hoffman
- „Engrenages“, französische Erfolgs-Krimiserie
- "Boss, US-Dramaserie
- „Lösegeld“, Krimi mit Mišel Matičević und Ulrike C. Tscharre
- „Hiver Rouge“, französischer Thriller
- „Der Heiratsschwindler und seine Frau“, Komödie mit Armin Rohde, Gisela Schneeberger, Detlev Buck, Anna Thalbach, Nadeshda Brennicke, Nicolette Krebitz, Sunnyi Melles und Sky Du Mont.
- „Halbe Hundert“, Komödie mit Martina Gedeck, Johanna Gastdorf, Leslie Malton, Torben Liebrecht und Katrin Bauerfeind
- „The Night Watch“, britische Dramaserie
- „Sonntag aus Licht“, WDR-Dokumentation über die Oper Licht von Karlheinz Stockhausen
- Appropriate Adult, britische Miniserie über einen englischen Serienmörder
- Dirk Gently's Holistic Detective Agency, Krimi-/Comedy Serie nach Douglas Adams (Per Anhalter durch die Galaxis)

als Deutschlandpremieren gezeigt.
Hinzu kam ein Special zum 70. Geburtstag von Autor und Regisseur Heinrich Breloer, in dessen Anwesenheit der dritte Teil des TV-Fernsehfilms Die Manns – Ein Jahrhundertroman sowie der zweite Teil des Doku-Dramas Todesspiel zu sehen war. In zwei Showcases wurden des Weiteren aktuell erfolgreiche WebTV-Künstler und -Clips sowie die Preisträger der Emmy Awards 2011 vorgestellt.

### Deutschlandpremieren und Auszeichnungen
Deutschlandpremiere feierten in vergangenen Jahren unter anderem die HBO-Filme „You don´t know Jack“ mit Al Pacino und Susan Sarandon und „Grey Gardens“ mit Jessica Lange und Drew Barrymore sowie die Serie „Mad Men“ (AMC). Viele der nationalen und internationalen Festivalbeiträge wurden später mit renommierten Preisen ausgezeichnet. Dazu zählen neben anderen „Frau Böhm sagt Nein“ (Grimme-Preis, Goldene Kamera, Deutscher Fernsehpreis u. a.), „Wut“ (Grimme-Preis, Deutscher Fernsehpreis u. a.), „Mad Men“ (Golden Globe, Emmy u. a.), Boardwalk Empire (Golden Globe, Emmy), Downton Abbey (Emmy) oder Homeland.

### Filmographie
Weitere nationale und internationale Vorpremieren aus den vergangenen Jahren waren:

#### 2006
- Dresden
- Die Luftbrücke – Nur der Himmel war frei
- Die Sturmflut
- Wut
- Lost Children
- Stromberg
- Unter kaiserlicher Flagge – Hetzjagd vor Kap Hoorn (in HD)
- Das Judas-Evangelium

#### 2007
- Erlkönig
- Die Germanen, Folge 2: Die Varusschlacht
- Tatort – Nachtgeflüster
- Berlin Alexanderplatz: Remastered (Teil 1 bis 13)
- Die Sendung mit dem Elefanten
- Paparazzo, Teil 1 und 2
- Des Kaisers neue Kleider
- Wildfremd – Junge Einwanderer in Deutschland[11]
- Armageddon – Die längste Nacht
- Prager Botschaft
- Hidden Palms
- Kyle XY
- Hustle – Unehrlich währt am längsten
- In the Night Garden
- Ruby Gloom
- Hippies
- La finta giardiniera
- The Lost World of Tibet
- Light at the Edge of the World – The Wayfinders
- Blood Ties – Biss aufs Blut
- Street Doctors
- The Trojan Horse, Teil 1 und 2

#### 2008
- Die Jagd nach dem Schatz der Nibelungen
- Durham County – Im Rausch der Gewalt
- Da kann noch viel passieren
- Schimanski – Schicht im Schacht
- Expedition Erde – Mit Thomas Reiter
- Schade um das schöne Geld
- Die stählerne Zeit, Teil 1
- In Treatment – Der Therapeut
- Barnyard – Der tierisch verrückte Bauernhof
- Mister Maker
- Der erste Kaiser von China, Teil 1 und 2
- Dirty Sexy Money
- Stonehenge entschlüsselt
- Lost, Pilotfolge der 4. Staffel
- Pushing Daisies
- Greensburg

#### 2009
- Über den Tod hinaus
- Bloch – Tod eines Freundes
- Wo die Liebe hinfährt!
- Harper’s Island
- La Bohème[12]
- Die Südsee – Trauminseln
- Mistresses – Aus Lust und Leidenschaft
- Die 70er – Ein wildes Jahrzehnt
- Aaron Stone
- Legend of the Seeker – Das Schwert der Wahrheit
- The Secret Life of the American Teenager
- Flashpoint – Das Spezialkommando
- Meadowlands – Stadt der Angst
- Jean-Michel Cousteau – Abenteuer Ozean

#### 2010
- Takiye – Spur des Terrors[13]
- Die letzten 30 Jahre[14]
- Geschichte der Ozeane[15]
- Lost in Religion[16]
- Solange du schliefst[17]
- Go West – Freiheit um jeden Preis[18]
- Auf den Spuren der Samurai
- Der Uranberg[19]
- Die Geschichte der Ozeane – mit Frank Schätzing
- Die Akte Golgatha
- Metalocalypse
- The Day After[20]
- ZOS: Zone of Separation[21]
- Leverage[21]
- Dance Academy
- The No. 1 Ladies Detective Agency

#### 2011
- Herbstgold (Special Deutscher Kamerapreis)
- Downton Abbey
- Sherlock – Ein Fall von Pink
- Spartacus – Gods of the Arena
- Tatort – Keine Polizei
- The Secret Diaries of Miss Anne Lister
- The Real Life of Anne Lister
- Too Big to Fail – Die große Krise
- Visus – Expedition Arche Noah
- Vermisst – Alexandra Walch, 17
- Ein mörderisches Geschäft (gezeigt unter dem Titel „Bei Entlassung Mord“)
- Kinshasa Symphony – Ein klassisches Orchester im Kongo
- Klassik im Kongo
- Das Wunder Mensch – Unser Körper in Zahlen
- The Special Relationship

#### 2012
- Special zu Heinrich Breloer: Die Manns – Ein Jahrhundertroman (Teil 3) und Todesspiel (Teil 2)
- Konrad Adenauer – Stunden der Entscheidung
- Der Vietnam-Krieg. Trauma einer Generation
- Best of WebTV
- House of Lies (engl. Originalfassung)
- Luck (engl. Originalfassung)
- Engrenages (frz. Originalfassung mit engl. UT)
- Homeland (engl. Originalfassung)
- Boss (engl. Originalfassung)
- Lösegeld
- Hiver Rouge – Crimson Winter (frz. Originalfassung)
- Der Heiratsschwindler und seine Frau
- Halbe Hundert
- The Night Watch (engl. Originalfassung)
- Sonntag aus Licht
- Appropriate Adult (engl. Originalfassung)
- Presentation of 2011 INTERNATIONAL EMMY® AWARD Winners (engl. Originalfassung)
- Rizzoli & Isles – Wundmale
- Dirk Gently´s Holistic Detective Agency (engl. Originalfassung)
- Sherlock – A Scandal in Belgravia (engl. Originalfassung)

#### 2013
- Call the Midwife 1–2
- Nashville 1–2
- Ein weites Herz
- Arnes Nachlass

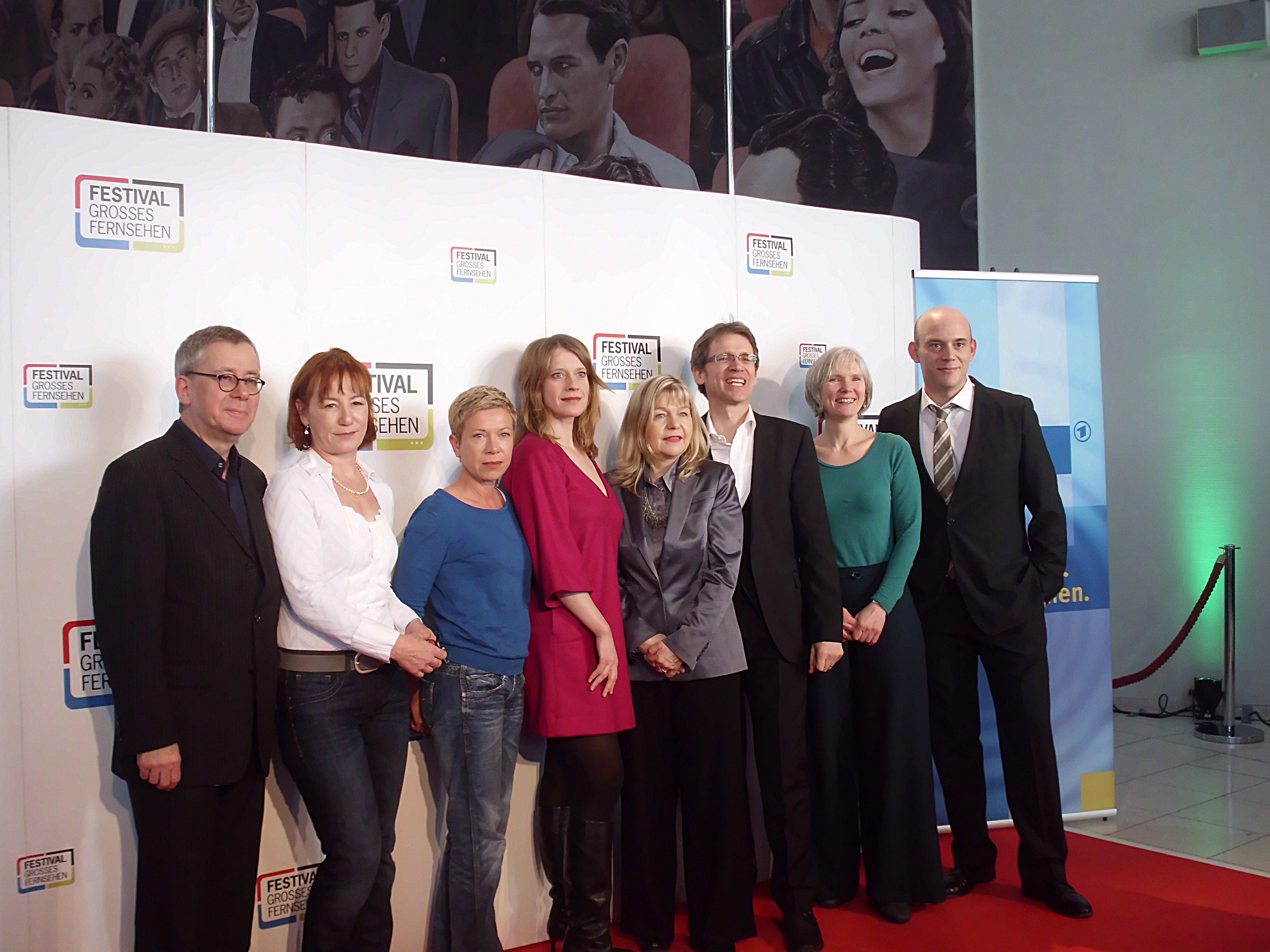
Festival Großes Fernsehen, Köln, Cindeom, 2. März 2013, u. a. mit Produzentin Anette Kaufmann, Drehbuchautorin Ulli Stephan, Isabel Kleefeld, Barbara Buhl, Caroline Peters, Ulrike Krumbiegel und Robert Dölle

- Manipulations (Originalversion mit englischen Untertiteln)
- Braquo (Originalversion mit englischen Untertiteln)
- Secret State (Originalversion)
- Nur eine Nacht
- Im Netz
- Tatort – Macht und Ohnmacht
- Tatort – Summ, Summ, Summ
- Hannah Mangold und Lucy Palm – Tod im Wald
- Vivan las Antipodas
- Der Kapitän und sein Pirat
- Sofias letzte Ambulanz
- Entdecke! Das Bermuda-Dreieck
- Mrs Biggs 1–2 (Originalversion)
- Mr Selfridge 1–2 (Originalversion)
- Lilyhammer 1–2 (Originalversion)